# Maria Sanudo
Maria Sanudo (morta el 1426) fou Senyora de l'illa d'Andros al Ducat de Naxos entre 1372 i 1383, i Senyora de l'illa de Paros i d'un terç de Negrepont entre 1383 i 1426 en co-regència amb el seu espos, Gaspar Sommaripa.
Maria era membre de la Casa de Sanudes i filla de Fiorenza I Sanudo i el seu segon marit Nicolau II Sanudo, i mitja germana de Nicolau III dalle Carceri, l'últim Duc de Naxos de la casa Sanudo.

## Senyora d'Andros
Després de la mort de Fiorenza I Sanudo, va ser succeïda pel seu fill Nicolau III, tot i que com que era menor d'edat la regència va ser exercida durant un temps per Nicolau II. El desembre de 1371, Maria va rebre del seu germà (en realitat del seu pare com a regent) l'illa d'Andros, la segona illa més gran del ducat després de Naxos, com a feu. Com a feudatoris del duc, Maria i els seus hereus estaven obligats a prestar el servei militar personal durant un període de tres mesos cada any, així com a enviar vint mariners per a les galeres del Duc durant dos mesos cada any. Maria també tenia l'obligació de no casar-se sense el permís del seu germà, així com de tenir cura de la seva germana petita Lisia i de trobar-li un marit adequat. En realitat, ja que Maria també era menor d'edat, el jurament de lleialtat i la cerimònia d'investidura van ser realitzats per Nicolau II, que també va exercir el govern de l'illa fins a l'edat de la seva filla (tal com es menciona a documents contemporanis com dominus insule Andre). El 1372, Maria també va rebre la petita illa d'Andíparos i el domini de Lichada a Eubea.

## Senyora de Paros
Nicolau III va ser assassinat el 1383 per Francesc I Crispo, que es va convertir en el nou duc. El nou governant va prometre "tractar com la seva pròpia filla" Maria, però va continuar desafiant el seu dret a governar. Buscant cimentar la seva posició i obtenir el reconeixement del balyos venecià a Negrepont, Francesc va organitzar un matrimoni entre la seva filla i Pietro Zeno, fill del balyos. Com a dot de la seva filla, va donar a les illes de Siros i Andros, que va prendre a Maria. Com a compensació, Maria va rebre l'illa de Paros el 1389, amb la condició de que es casés amb el veronès Gaspar Sommaripa. Del seu matrimoni amb Gaspar Sommaripa, Maria va tenir Crusino I Sommaripa, i Fiorenza Sommaripa, esposa del duc Jaume I Crispo.
Al llarg de la seva vida, Maria no va abandonar les seves reclamacions sobre Andros i, després de mig segle de disputes legals, el 1440 el seu fill Crusino va poder recuperar-ne la possessió. Jaume I Crispo va ser succeït pel seu germà, Joan II Crispo que, en paraules de William Miller, "va actuar amb una falta total de cavalleresca envers la seva cunyada i la seva mare, Maria Sanudo, reduint-los a la penúria i a l'exili en privar-los de les seves illes" fins al 1421, concedint només després de repetides demostracions per part de les autoritats venecianes, avalades per l'amenaça de la força.